# Étang du Loeschersbach
L'étang du Loechersbach (en allemand : Löchersbacher Weiher), également orthographié Loeschersbach, est un étang situé dans les Vosges du Nord, sur les communes d'Enchenberg, de Lambach et de Lemberg, dans le département de la Moselle.

## Localisation
L'étang est situé en fond de vallée au nord-est du ban communal d'Enchenberg, au sud de celui de Lambach et au nord-ouest de celui de Lemberg.

## Toponymie
- Anciennes mentions : Lochersvacher Weyger (1594)[2] ; Löchersbach (1681)[3] ; Lacherbach (1756)[4] ; Lochersbach (1828) ; Lochersbach (carte d'État-Major)[4] ; Lœchersbach (1868) ; étang de Löchersbach (1887)[5] ; Löchersbacher Weiher (1904)[6] ; Löchersbach (1937)[7].
- En allemand : Löchersbacher Weiher[1],[8] ou Loeschersbachweiher[9],[10]. En français : étang du Loeschersbach[11],[12] ou étang de la Loeschersbach[13].

## Histoire
Les bassins artificiels - comme l'étang du Loechersbach - n'ont évidemment pas été taillés jadis dans le roc pour les cerfs, les biches, les sangliers de la forêt, ni pour les chasseurs et leurs chiens qui y passent ou se reposent, mais pour les gens qui cherchaient dans l'eau de ces bassins la guérison pour certains maux.
Les sondages positifs, situés dans la partie basse de l’emprise à proximité du chemin et de la digue de l'étang ont permis de mettre en évidence les vestiges d’un petit ensemble lié à un moulin à eau et d’une partie de son hydrosystème (bief) attesté dès le XVIe siècle. Ce sont plusieurs fondations de murs constituant les angles de deux bâtiments qui ont été mises au jour. Ces indices sont associés à un niveau de dallage en grès. Sur la partie ouest de la digue actuelle on peut observer la sortie du canal de dérivation d’eau conservé sur toute sa hauteur.
Au bord de l'étang se trouvait aussi autrefois un restaurant, et une guinguette qui attirait les villageois les dimanche après-midi.

## Galerie

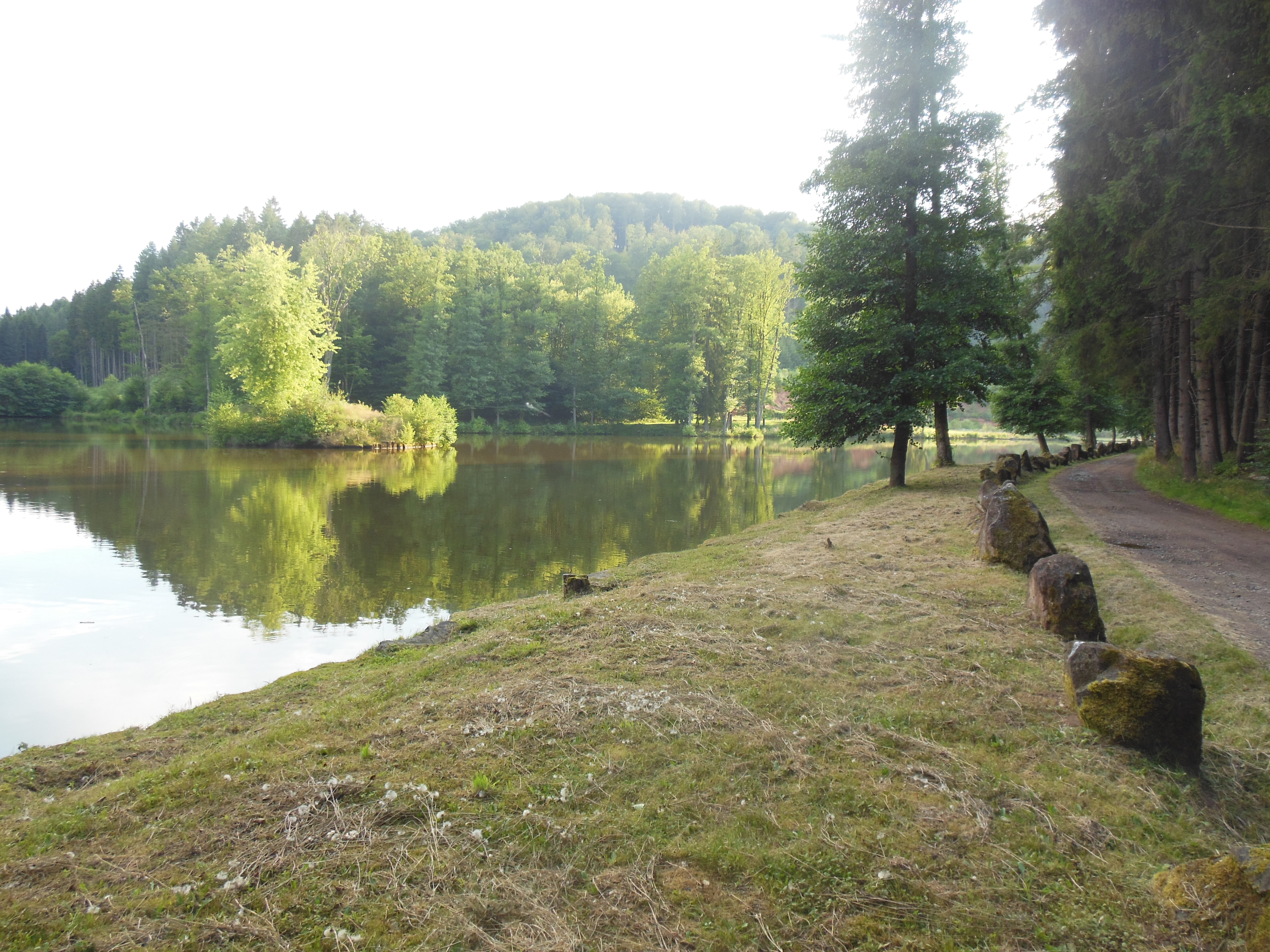
Vue sur l'étang et le chemin au Nord